# サン・アンブロシオ島
サン・アンブロシオ島（サン・アンブロシオとう、スペイン語: Isla de San Ambrosio）は、チリの沖合いの太平洋上に存在する火山島であり、サン・フェリクス島と共にロス・デスベントゥラダス諸島を結成している。
1574年にスペインの航海士ファン・フェルナンデスによって発見された。
座標: 南緯26度20分37秒 西経79度53分28秒 / 南緯26.34361度 西経79.89111度